# Synagoga Belleville
Synagoga Belleville je synagoga v Paříži ve 20. obvodu na rohu ulic Rue Julien-Lacroix a Rue Pali-Kao. Je určena aškenázkému a sefardskému ritu. Její název je odvozen od zdejší čtvrti Belleville.

## Historie

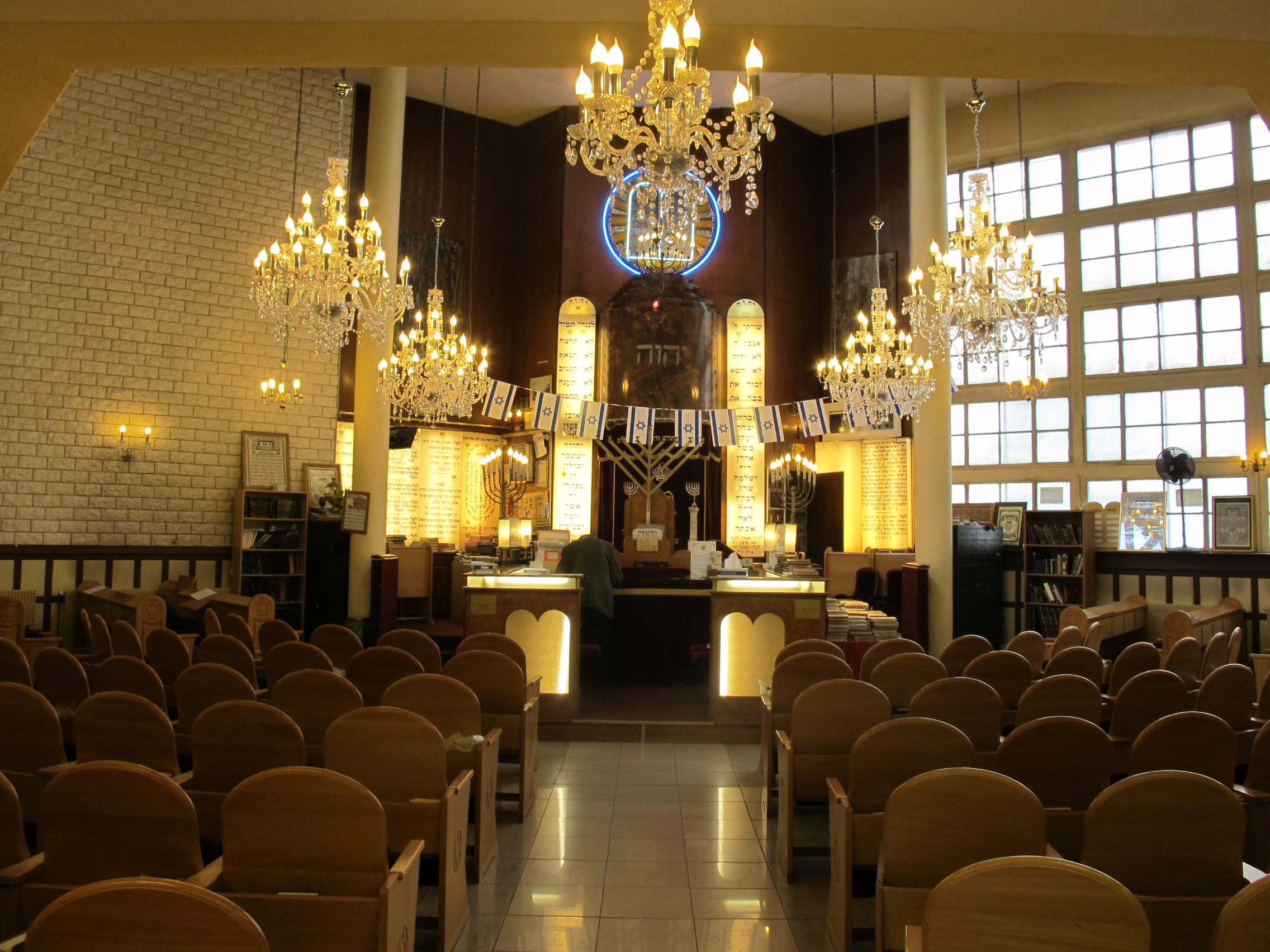
Interiér

V roce 1928 se rozhodla pařížská židovská obec vybudovat na severovýchodě Paříže, kde žilo mnoho imigrantů především ze severní Afriky, synagogu, která by nahradila modlitebny rozptýlené v této oblasti. Za tímto účelem zakoupila pozemek o rozloze 550 m2 nedaleko bývalých kamenolomů, na jejichž místě byl v roce 1988 vybudován Parc de Belleville. Stavbou synagogy byli pověřeni dva architekti: Lucien Hesse a Germain Debré. Dne 7. května 1930 byla synagoga vysvěcena.

## Architektura
Budova má železobetonovou konstrukci a při stavbě bylo upuštěno od dekorativních prvků. Neobvyklá je také šestihranná střešní konstrukce s velkými okny. Směrem do ulice je synagoga oddělena betonovou zdí ve výši dvoupatrové budovy, vzadu k ní přiléhá vnitřní dvůr. Vstup je dnes zajištěn stahovací roletou, takže připomíná vjezd do garáže. Původně byl nad vchodem hebrejský nápis, který byl ale odstraněn. Pouze desky s desaterem na zdi připomínají, že se jedná o sakrální stavbu. V přízemí je možné hlavní sál zvětšit o boční místnosti a získat tak prostor téměř 100 m2, který lze využít pro větší shromáždění. V prvním patře se nachází kromě galerie pro ženy také dvě velké učebny. Koncept synagogy odpovídá modelu, který se rozšířil po druhé světové válce, kdy synagoga slouží jako komunitní centrum nejen náboženským, ale i kulturním a jiným společenským účelům.